# Vernonia megaphylla
Vernonia megaphylla là một loài thực vật có hoa trong họ Cúc. Loài này được Hieron. miêu tả khoa học đầu tiên năm 1906.